# Thomas Hinman Moorer
Thomas Hinman Moorer, ameriški admiral in vojaški pilot, * 9. februar 1912, Mount Willing, Alabama, † 5. februar 2004.